# Cheruvannur
Cheruvannur é uma vila no distrito de Kozhikode, no estado indiano de Kerala.

## Demografia
Segundo o censo de 2001, Cheruvannur tinha uma população de 57 111 habitantes. Os indivíduos do sexo masculino constituem 49% da população e os do sexo feminino 51%. Cheruvannur tem uma taxa de literacia de 82%, superior à média nacional de 59,5%; a literacia no sexo masculino é de 84% e no sexo feminino é de 80%. 13% da população está abaixo dos 6 anos de idade.